# Michałowice (gmina w województwie małopolskim)
Michałowice – gmina wiejska w województwie małopolskim, w powiecie krakowskim. W latach 1975–1998 gmina położona była w województwie krakowskim.
Siedziba gminy to Michałowice.

## Struktura powierzchni
Według danych z roku 2002 gmina Michałowice ma obszar 51,27 km², w tym:
- użytki rolne: 87%
- użytki leśne: 4%

Gmina stanowi 4,17% powierzchni powiatu.

## Demografia
Według danych z 30 czerwca 2004 gminę zamieszkiwało 7505 osób.
Dane z 30 czerwca 2016:
| Opis                              | Ogółem | Ogółem | Kobiety | Kobiety | Mężczyźni | Mężczyźni |
| --------------------------------- | ------ | ------ | ------- | ------- | --------- | --------- |
| jednostka                         | osób   | %      | osób    | %       | osób      | %         |
| populacja                         | 10 087 | 100    | 5064    | 50,2    | 5023      | 49,8      |
| gęstość zaludnienia (mieszk./km²) | 195    | 195    | 97,7    | 97,7    | 97,3      | 97,3      |

Szesnasta pod względem liczby mieszkańców gmina, na 17 gmin powiatu krakowskiego.

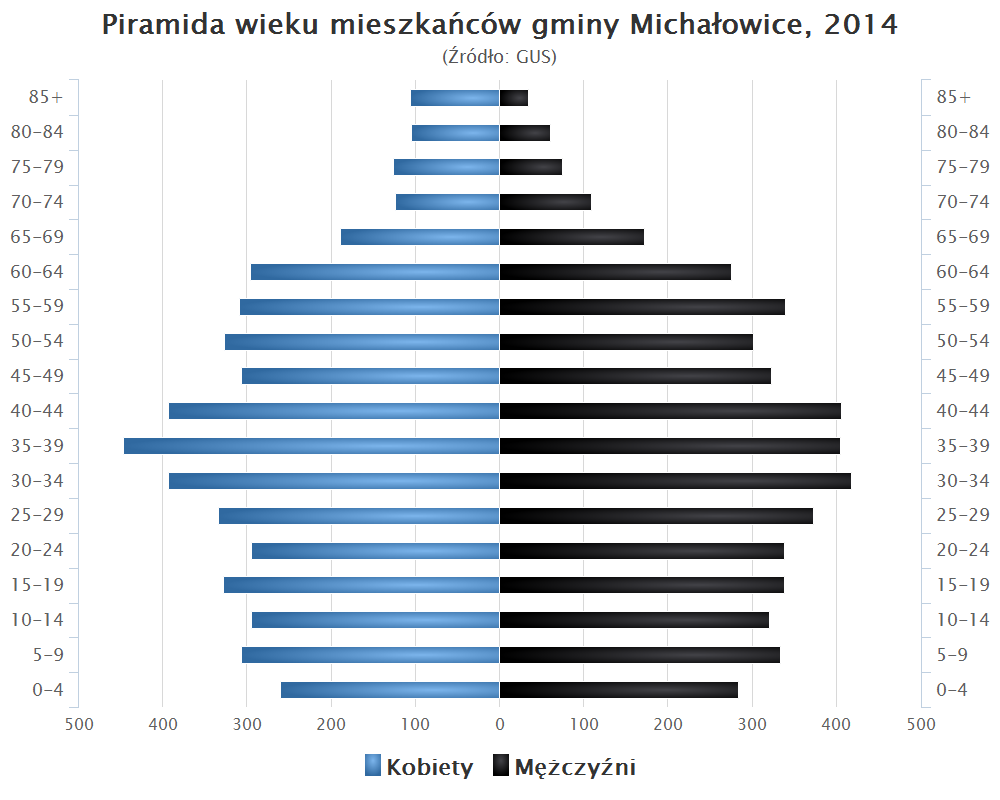
Piramida wieku mieszkańców gminy Michałowice w 2014 roku

## Sołectwa
Górna Wieś, Kończyce, Kozierów, Książniczki, Masłomiąca, Michałowice, Młodziejowice, Pielgrzymowice, Prawda, Raciborowice, Sieborowice, Więcławice (z wsią Więcławice Stare), Wilczkowice, Wola Więcławska, Zagórzyce Dworskie, Zagórzyce Stare, Zdzięsławice, Zerwana.

## Sąsiednie gminy
Iwanowice, Kocmyrzów-Luborzyca, Kraków, Zielonki.

## Zabytki
Obiekty wpisane do rejestru zabytków nieruchomych województwa małopolskiego:
- Zespół dworski w Książniczkach;
- Zespół dworski w Michałowicach;
- Zespół dworski w Młodziejowicach;
- Zespół dworski w Sieborowicach;
- Kościół św. Jakuba w Więcławicach Starych;
- Ogród dworski w Zagórzycach Dworskich;
- Zabytkowy dom z apteką w Zerwanej;
- Kościół św. Małgorzaty w Raciborowicach.